# Mosjøen
Mosjøenⓘ (südsamisch Mussere) ist eine Stadt in der norwegischen Kommune Vefsn in der Provinz (Fylke) Nordland. Die Stadt stellt das Verwaltungszentrum von Vefsn dar und hat 10.059 Einwohner (Stand: 1. Januar 2024).

## Geografie
Mosjøen ist ein sogenannter Tettsted, also eine Ansiedlung, die für statistische Zwecke als eine städtische Siedlung gewertet wird. Die Stadt liegt an der Bucht Tortenvika des Vefsnfjords. Dort mündet der Fluss Vefsna ins Meer. An der westlichen Seite befindet sich der Berg Øyfjellet.

## Geschichte
Die Siedlung Mosjøen wurde in den 1660er-Jahren erstmals erwähnt, es wird davon ausgegangen, dass ab dem 18. Jahrhundert eine dauerhafte Besiedlung begann. Zum Ende des Jahrhunderts war die Gegend eine wichtige Region für Flößerarbeiten. Im Jahr 1874 wurde Mosjøen von der damaligen Kommune Vefsn abgetrennt und eine eigenständige Stadtkommune (norwegisch: bykommune). Diese Situation hielt bis 1962 an, bis Mosjøen wieder ein Teil von Vefsn wurde.

## Wirtschaft
Mosjøen ist ein für die Gegend wichtiger Industriestandort. Die Entwicklung dazu fand ab 1945 statt, unter anderem durch den Betrieb zweier Aluminiumwerke, die später von Alcoa übernommen wurden. Neben diesen Werken ist auch der Maschinenbau eine in der Stadt vorhandene Industriebranche.
In der Stadt befindet sich eine Hafenanlage und ein Bahnhof, der von Zügen der Nordlandsbanen angefahren wird. Zudem führt die Europastraße 6 (E6) durch das Stadtgebiet. Etwas südlich von Mosjøen befindet sich der Flughafen Mosjøen, Kjærstad (Mosjøen lufthavn, Kjærstad). Dieser wird für Flüge der Widerøe’s Flyveselskap genutzt.

## Sehenswürdigkeiten
In Mosjøen befindet sich die Dolstad kirke, eine Holzkirche aus dem Jahr 1735 mit achteckigem Grundriss. Zudem liegt dort das Vefsn Museum, eine Abteilung des Helgeland-Museums. Es ist ein Freilichtmuseum mit einer Ausstellung alter Gebäude und Gegenstände der Gegend.
Die Stadt ist ein Anziehungspunkt für Touristen, da es dort mehrere Kulturtreffpunkte gibt, vor allem die Sjøgata („Seestraße“), die von einer der längsten alten Holzhäuserreihen Europas gesäumt wird. Mit seinen 100 Holzhäusern stellt dieses um 1866 entstandene Hausensemble eine der Sehenswürdigkeiten Nordnorwegens dar.

## Persönlichkeiten
- Baard Owe (1936–2017), dänischer Schauspieler
- Johan Lind (* 1942), Eisschnellläufer
- Hallvard Holmen (* 1966), Schauspieler
- Finn Guttormsen (* 1968), Jazz-Bassist
- Elisabeth Fagereng (* 1976), Fußballspielerin
- Silje Vesterbekkmo (* 1983), Fußballtorhüterin
- Anette Sagen (* 1985), Skispringerin
- Sandra Lyng (* 1987), Sängerin
- Eirin Maria Kvandal (* 2001), Skispringerin
- Martin Solhaug Hansen (* 2003), Radrennfahrer